# S8 (Georgien)
Saertaschorisso mnischwnelobis gsa S8 (georgisch: საერთაშორისო მნიშვნელობის გზა ს-8) ist eine Fernstraße in Georgien. Die Straße verläuft durch Chaschuri und Achalziche bis zur türkischen Grenze. In der Türkei führt die Straße als D 955 weiter bis Ardahan. Zwischen Achalziche und der Türkei ist die Straße Teil der Europastraße 691. In Achalziche zweigt die S11 nach Armenien ab.
Die Region Samtsche-Javakheti, durch die die Hauptstraße S8 führt, ist geografisch gesehen ein Teil des nördlichen Endes des armenischen Hochlandes, das die Geographie des Gebiets bestimmt. Die S8 folgt der Mtkwari-Schlucht stromaufwärts nach Akhaltsikhe und steigt allmählich von 700 Metern über dem Meeresspiegel in Khashuri auf 1.230 Meter an der georgisch-türkischen Grenze an. Im Umkreis von 10 Kilometern um die Strecke erreichen die Berge bis zu 2.500 Meter Höhe. Westlich der S8 liegt das Meskheti-Gebirge und im Osten das Trialeti-Gebirge.

## Geschichte
Seit 1982 war die S8 in der Sowjetunion als A308 Chaschuri - Achalziche bekannt. Davor war die Straße wie bei den meisten Straßen in der Sowjetunion nicht nummeriert. Die A308 wurde 1996 in S8 umnummeriert und bis zur türkischen Grenze bei Wale verlängert und besaß jedoch als Verbindung mit der Türkei nur eine sekundäre Bedeutung. Der grenzüberschreitende Verkehr wurde über die Fernstraße S2 und Batumi abgewickelt.
Die S8 ist eine wichtige Verkehrsverbindung in die Region Samzche-Dschawachetien und zu den touristischen Zielen Bordschomi, Bakuriani, Vardzia und Achalziche. Vor der Eröffnung des georgisch-türkischen Grenzübergangs Kartsachi im Jahr 2015 (via S13) spielte der Grenzübergang Vale als kürzeste Route eine wichtige Rolle im Transitverkehr zwischen der Türkei und Armenien. Dies spiegelt sich auch in der Europastraße E691 wider. Für den Durchgangsverkehr zwischen Georgien und der (Ost-)Türkei spielt die S8 nach wie vor eine wichtige Rolle. Während die Nationalstraße Sh1 nach Batumi eine südliche Verbindung von Akhaltsikhe und Samzche-Dschawachetien mit der Autonomen Republik Adscharien herstellt, verhindert der schlechte Zustand dieser Straße im Hochland westlich von Adigeni ihre praktische Nutzung.

## Ortschaften entlang der Strecke
- Chaschuri
- Bordschomi
- Achalziche